# Take You There
Singles de Sean Kingston
Big Girls Don't Cry (Remix)
(2007) What Is It
(2008)
Take You There est une chanson du chanteur américain Sean Kingston sortie le 23 octobre 2007. 2e single extrait de son premier album studio Sean Kingston. La chanson a été produite par JR Rotem. Le single atteint le top 10 au Canada, en Nouvelle-Zélande et aux États-Unis (Billboard Hot 100).

## Classement par pays
| Classement (2007-2008)         | Meilleure position |
| ------------------------------ | ------------------ |
| Australie (ARIA)               | 34                 |
| Canada (Hot 100)               | 7                  |
| Tchéquie (IFPI Rádio)          | 39                 |
| France (SNEP)                  | 30                 |
| Hongrie (Rádiós Top 40)        | 27                 |
| Irlande (IRMA)                 | 27                 |
| Nouvelle-Zélande (RMNZ)        | 6                  |
| Slovaquie (IFPI Rádio)         | 11                 |
| Suisse (Schweizer Hitparade)   | 93                 |
| Royaume-Uni (UK Singles Chart) | 47                 |
| États-Unis (Hot 100)           | 7                  |
| États-Unis (R&B/Hip-Hop Songs) | 52                 |
| États-Unis (Latin Pop Airplay) | 31                 |
| États-Unis (Pop Airplay)       | 5                  |